# Јован Бошковски
Јован Бошковски (Скопље, 25. децембар 1920 – Ерџелија, 10. новембар 1968) био је македонски писац, књижевник и филмски критичар, приповедач и сценариста.

## Биографија
Његова збирка "Растро" (1947) била је прва македонска књига кратких прича. Његова друга позната дела су "Избеглице" (1949), "Блокада", "Људи и птице" (1955) и "Солунски атентатори" (1962).
Био је члан редакције часописа и листова Нов ден, Савременост, Разгледи, Книжевне новине и др.
Писао је сценарије за докуметарне и игране филмове. Његов први сценарио за документарни филм Жито за народ (1947). Он је аутор сценарија филмова Солунски атентатори и "Под истим небом", и појављује се као сарадник скрипте за филмове "Мементо" и "Земља на ватру."
Теме његових прича обично се могу поистоветити са савременим животом и савременом македонском историјом. Неки од њих су преведене на: словеначки, хрватски, албански, мађарски, пољски, украјински, руски и српски.
Преводио је Браћу Грим, Чехова, Толстоја, Крлежу и др.
Био је члан Комунистичке партије Македоније од 1945.